# Chengbei

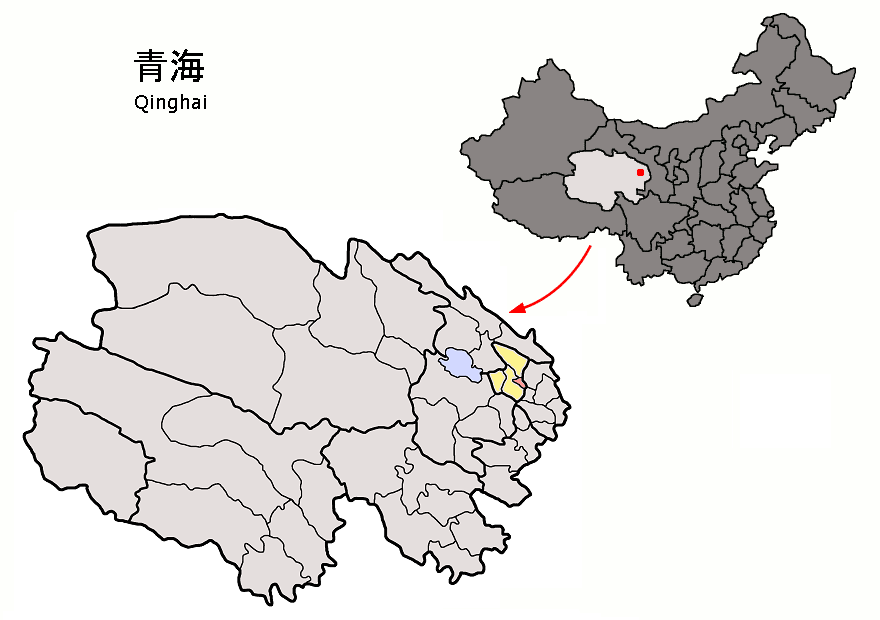
Lage des Gebietes der vier Stadtbezirke (rosa) von Xining in Qinghai

Chengbei (城北区; Pinyin: Chéngběi Qū; „Nordstadt“) ist ein Stadtbezirk der bezirksfreien Stadt Xining, der Hauptstadt der chinesischen Provinz Qinghai. Er hat eine Fläche von 136,6 km² und zählt 417.701 Einwohner (Stand: Zensus 2020).

## Administrative Gliederung
Der Stadtbezirk setzt sich aus drei Straßenvierteln und zwei Großgemeinden zusammen. Diese sind:
- Straßenviertel Chaoyang (朝阳街道), Sitz der Stadtbezirksregierung;
- Straßenviertel Mafang (马坊街道);
- Straßenviertel Xiaoqiao Dajie (小桥大街街道);
- Großgemeinde Dapuzi (大堡子镇);
- Großgemeinde Nianlipu (廿里铺镇).

## Ethnische Gliederung der Bevölkerung (2000)
Beim Zensus im Jahr 2000 hatte der Stadtbezirk Chengbei 210.265 Einwohner.
|          | Name des Volkes | Einwohner | Anteil |
| Han      | 193.363         | 91,96 %   |        |
| Hui      | 10.358          | 4,93 %    |        |
| Tibeter  | 2.354           | 1,12 %    |        |
| Manju    | 1.913           | 0,91 %    |        |
| Tu       | 838             | 0,4 %     |        |
| Mongolen | 760             | 0,36 %    |        |
| Salar    | 310             | 0,15 %    |        |
| Tujia    | 63              | 0,03 %    |        |
| Zhuang   | 61              | 0,03 %    |        |
| Koreaner | 50              | 0,02 %    |        |
| Xibe     | 47              | 0,02 %    |        |
| Miao     | 34              | 0,02 %    |        |
| Yi       | 19              | 0,01 %    |        |
| Sonstige | 95              | 0,05 %    |        |